# Axel Sahlberg
Axel Theodor Sahlberg, född den 30 december 1872 i Uddevalla, död den 4 maj 1921 i Strömnäs, var en svensk företagsledare.
Sahlberg avlade studentexamen 1891. Han blev förvaltare vid Strömnäs sågverk 1896, var disponent för Strömnäs aktiebolag från 1904, direktör för aktiebolaget Strömnäs intressenter från 1913, för Utansjö cellulosaaktiebolag från 1914. Sahlberg blev riddare av Vasaorden 1916.